# Android 13
Android 13 (nome in codice Tiramisù), è la tredicesima del sistema operativo mobile Android, sviluppato dall'Open Handset Alliance, guidata da Google. La prima versione di preavviso fu pubblicata il 10 febbraio 2022. Il secondo preavviso per lo sviluppo fu pubblicato il 17 marzo 2022. La versione stabile è stata annunciata per i dispositivi Google Pixel il 15 agosto 2022. Android 13 è dunque disponibile dalla fine del 2022 per tutti gli altri brand.
Da luglio 2023 a maggio 2024 è stata la versione più diffusa di Android, raggiungendo un picco di diffusione del 37,6% a novembre 2023

## Le novità
- Maggior controllo della privacy
- Un'interfaccia ottimizzata per schermi estesi e diversi form factor
- Google Wallet, un sistema unificato di pagamento e gestione dei documenti digitalizzati
- Integrazione sempre maggiore con Chromecast e con i Chromebook
- Emergency Location Services (ELS) potenziati ed Early Earthquake Warnings nelle zone a rischio sismico
- Spatial Audio con le cuffie supportate
- Lingua assegnabile per ogni singola app
- Maggior controllo sulle notifiche
- Nuovo riproduttore musicale integrato
- Maggior integrazione dell'interfaccia Material You, che ora è applicabile a tutte le icone[7]